# Nové Město (Rokycany)
Nové Město (dříve Pražské Předměstí) je část okresního města Rokycany v Plzeňském kraji. Nachází se na jihu, východě a severu Rokycan – obklopuje historické centrum města. Od Plzeňského Předměstí jej odděluje v jižní části Jeřabinová ulice, západní část ulice Boženy Němcové a Rakovský potok, v severní části ulice Pod kostelem a Soukenická, řeka Klabava a Husovy sady. Nové Město leží v katastrálním území Rokycany.

## Obyvatelstvo
| Rok            | 1869 | 1880 | 1890  | 1900  | 1910  | 1921 | 1930  | 1950 | 1961 | 1970  | 1980  | 1991  | 2001  | 2011  | 2021  |
| -------------- | ---- | ---- | ----- | ----- | ----- | ---- | ----- | ---- | ---- | ----- | ----- | ----- | ----- | ----- | ----- |
| Počet obyvatel | 0    | 0    | 1 662 | 1 964 | 2 870 | 0    | 3 481 | 0    | 0    | 6 548 | 8 332 | 9 745 | 9 293 | 8 916 | 8 387 |
| Počet domů     | 0    | 0    | 184   | 196   | 268   | 309  | 440   | 0    | 0    | 719   | 808   | 900   | 949   | 1 027 | 1 106 |

## Obecní správa
Při sčítání lidu v letech 1900–1910 Nové Město bylo osadou města Rokycany ve stejnojmenném okrese. V následujícím období byla osada úředně zrušena a jako část města Rokycany byla obnovena 1. července 1979.

## Další fotografie

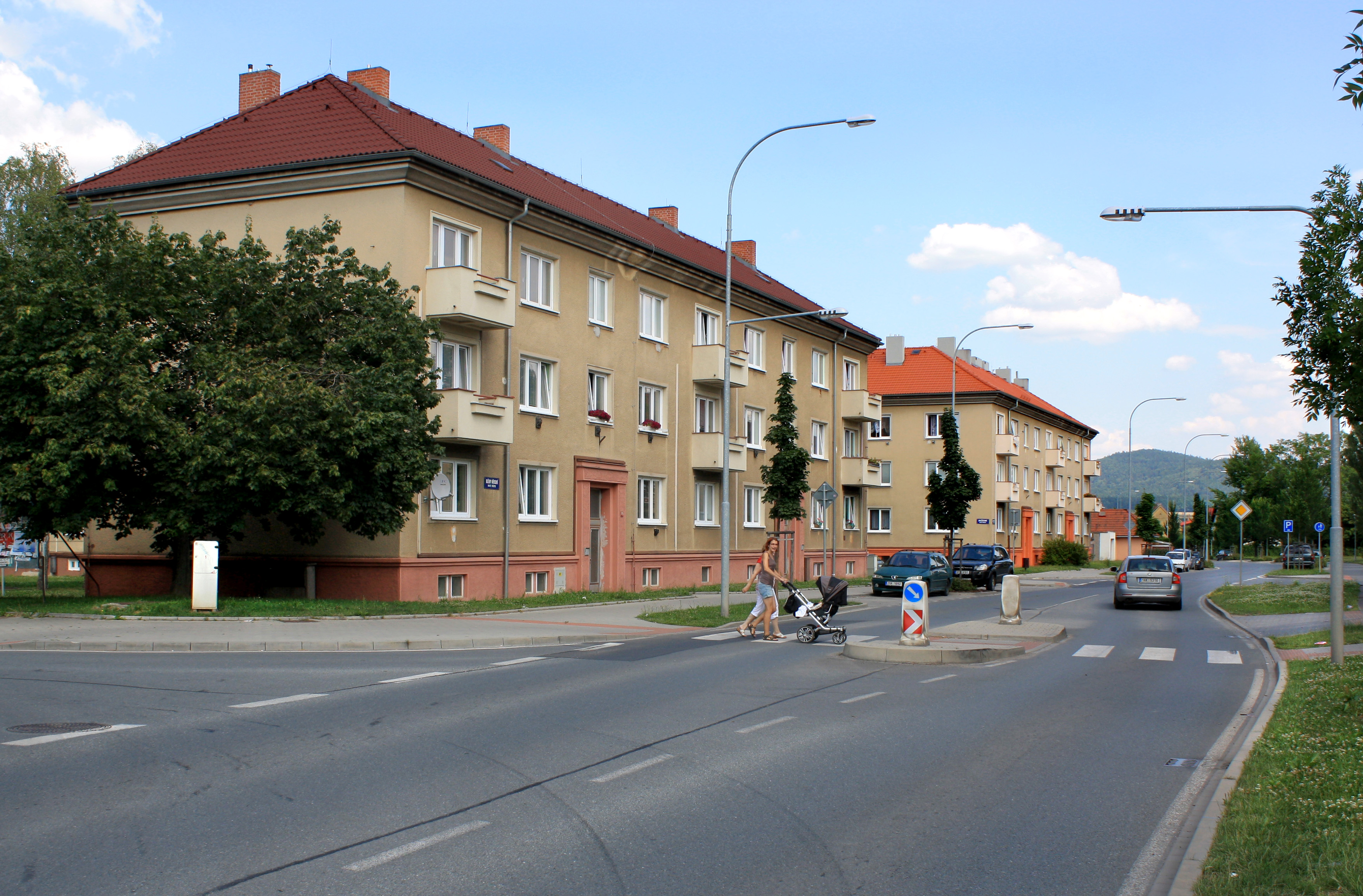
Ulice Boženy Němcové na Jižním Předměstí
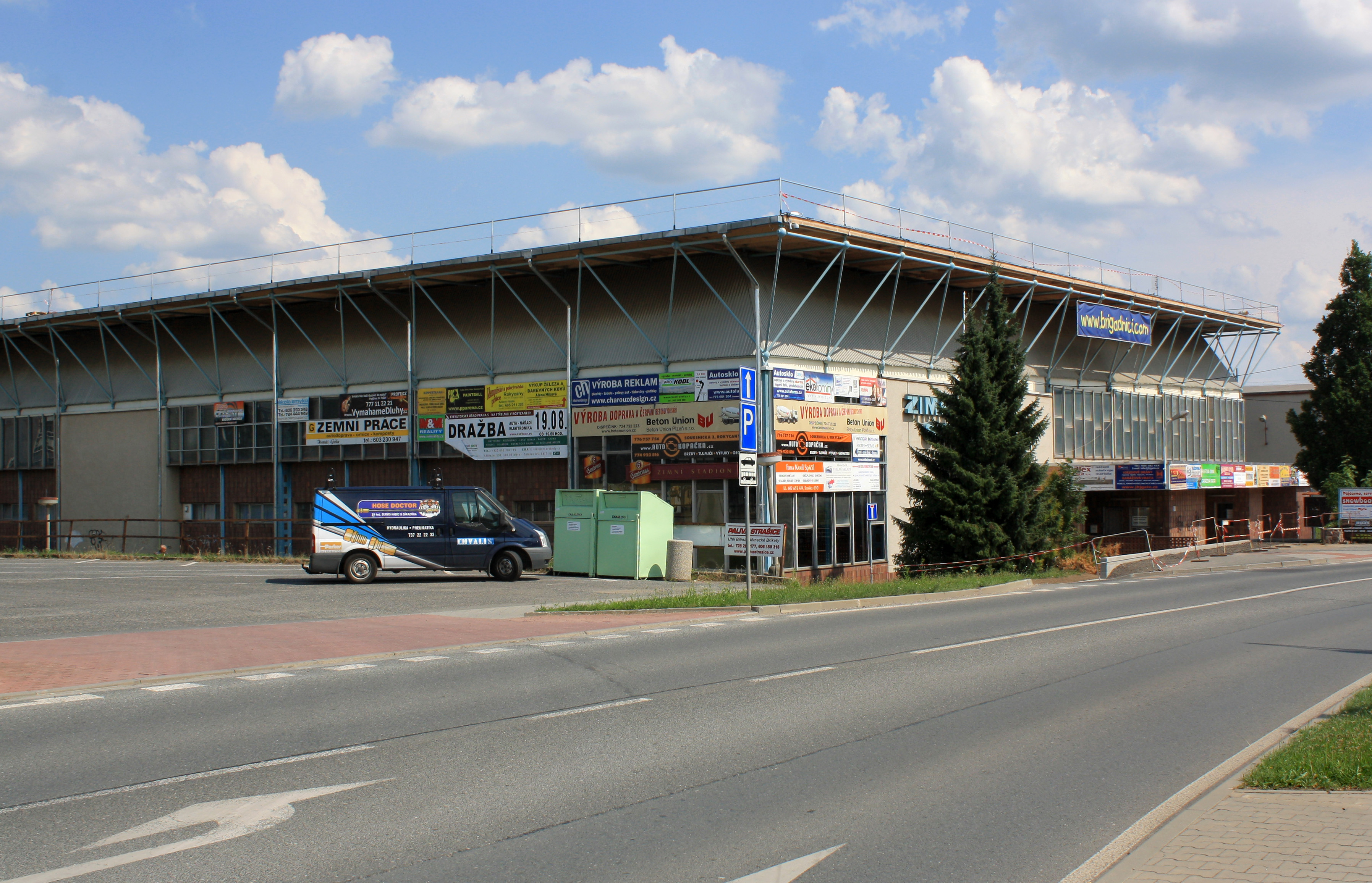
Hokejová hala
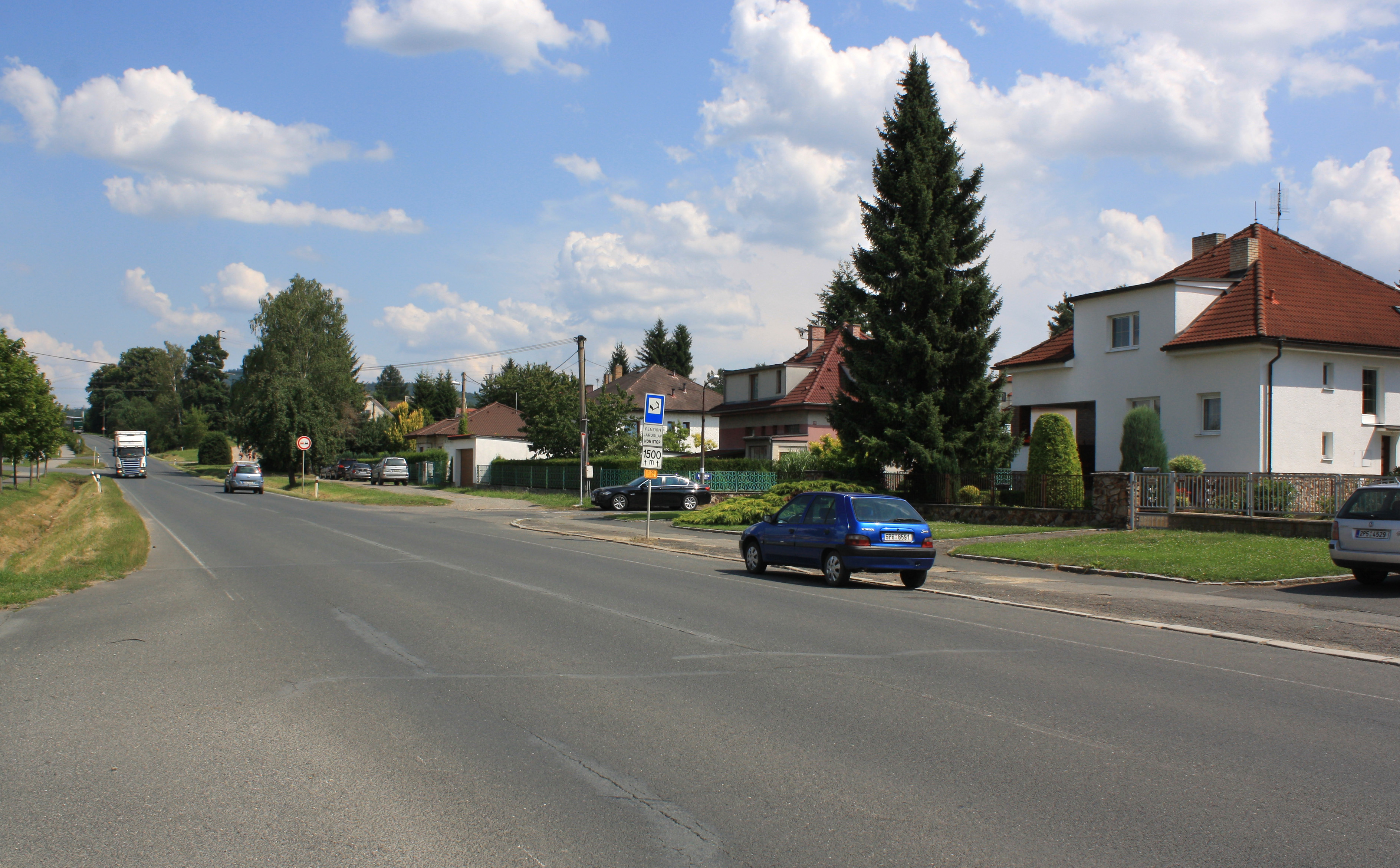
Pražská ulice směrem k Borku
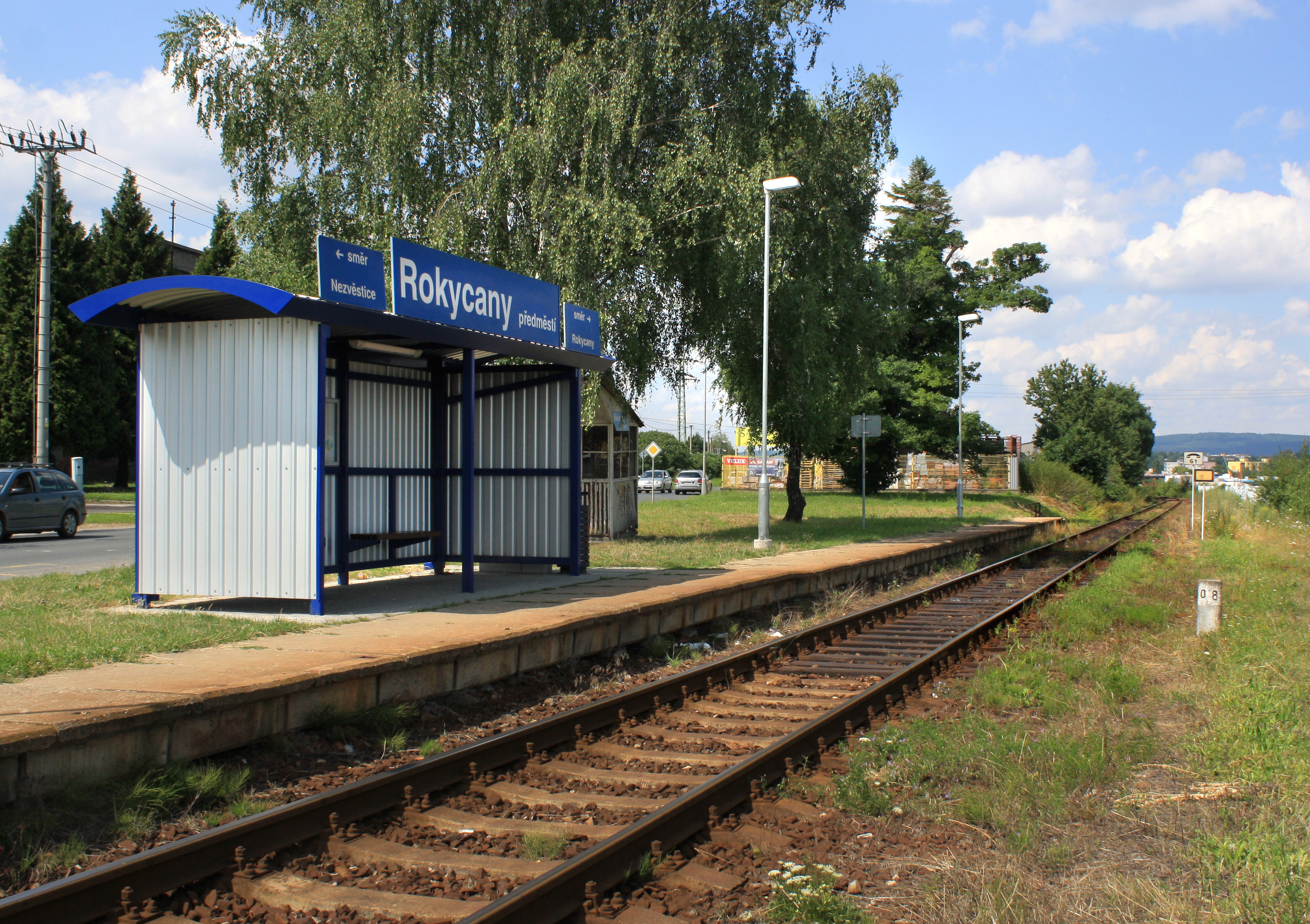
Zastávka Rokycany, předměstí na jihu města u kovohutí